# لوتس (سلسلة روايات)
لوتس هي سلسلة روايات من إنتاج المؤسسة العربية الحديثة وتتحدث السلسلة عن الحضارة الفرعونية.

## مقدمة عن السلسلة
في قلب التاريخ، تسكن حضارة مصر الفرعونية. بكل جمالها وقوتها. حقائقها واساطيرها. نورها ونارها. من قلب النيل نبعت هذه الحضارة. كزهرة لوتس عطرة الرائحة. ندية الملمس. متألقة الألوان. وإلى قلب الماضى، نبحر في قارب البردى. نجوب اجواء زمان ولى. مخلفا اثاره التي لا تزول. شامخة في وجه الدهر. وفي وجوه حاملى معاول الهدم والتشويه. انها زهور اينعت منذ فجر الوجود. فتفتحت اوراقها. وانتشرت انوارها إلى كل الحضارات الإنسانية الأخرى انها زهور لوتس. في قلب مصر.. القديمة..